# بارناباش وارگا
بارناباس وارگا (انگلیسی: Barnabás Varga؛ زادهٔ ۲۵ اکتبر ۱۹۹۴) بازیکن فوتبال اهل مجارستان است.
وی همچنین در تیم ملی فوتبال مجارستان بازی کرده‌است.او در مسابقات یورو ۲۰۲۴ در مقابل اسکاتلند بر خورد شدیدی با دروازه بان این تیم داشت و از ناحیه گیجگاهی دچار مصدومیتی جدی شد و به کما رفت.
بعد از حمله قلبی کریستین اریکسن در مقابل تیم ملی فوتبال فنلاند در یورو ۲۰۲۰ بدترین مصدومیت فوتبال و یورو شد.